# Enrique de Noailles

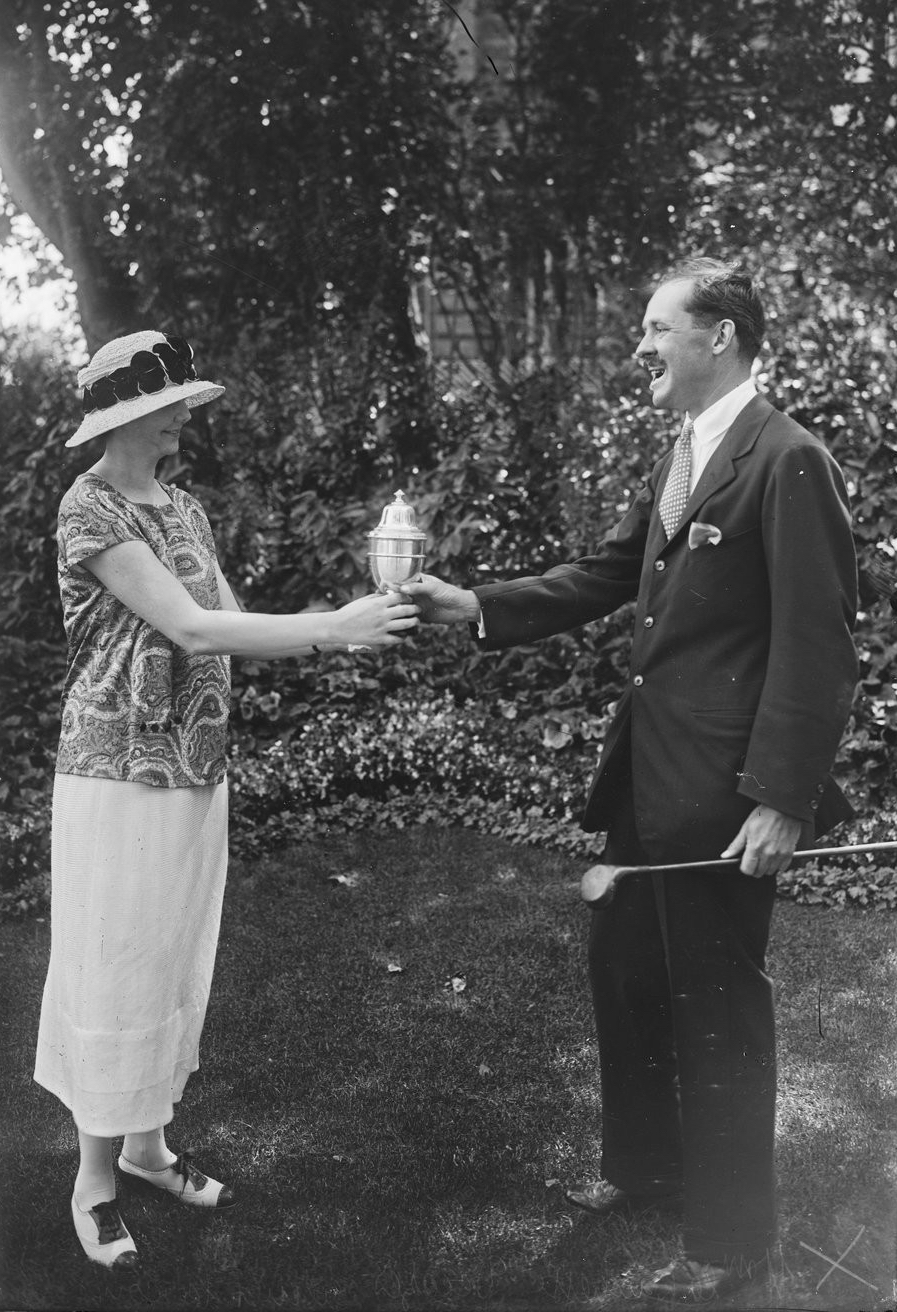

Henri Antoine Marie de Noailles (París, Francia, 9 de abril de 1890 - ídem. 1 de noviembre de 1947) fue un noble francés que ostentó el título de Duque de Mouchy.

## Biografía
Era hijo de Francisco de Noailles (1866-1900), Príncipe de Poix, y de Magdalena Duvois de Courval.
El 22 de julio de 1820 contrajo matrimonio con María de La Rochefoucauld (1901-1983), hija de Armando Francisco de La Rochefouclad, Duque de Doudeauville (1870-1963) y de la princesa Luisa Radziwiłł (1877-1942).
Tuvieron tres hijos:
- Philippe François Armand Marie de Noailles (n. 1922-2011), duque de Mouchy. Contrajo matrimonio en 1948 con Diana de Castellane (n. 1927). Se divorciaron en 1974 y contrajo segundas nupcias en 1978 con Joan Douglas Dillon (n. 1935), viuda del príncipe Carlos de Luxemburgo (n. 1927). Descendencia de su primer matrimonio:
  - Nathalie Marie Thérèse de Noailles (n. 1949). Contrajo matrimonio en 1981 con Christian Charles Meissirel-Marquot (n. 1945); se divorciaron en 1989.
  - Antoine-Georges-Marie de Noailles (n. 1950), Duque de Mouchy. Contrajo matrimonio en 1980 con Isabelle Frisch de Fels (n. 1955); con descendencia:
    - Mélanie de Noailles (n. 1981).
    - Charles de Noailles, Príncipe de Poix (n. 1984).
    - Adrien de Noailles (n. 1985).

  - Alexis Marie de Noailles (1952-2014). Contrajo matrimonio en 2004 con la princesa Diana de Orleans (n. 1970), hija del príncipe Jaime de Orleans; con descendencia:
    - Céline de Noailles (n. 2005).
    - Léontine de Noailles (n. 2006).
    - Victorie de Noailles.
- Philippine Charlotte Louise Marie de Noailles (n. 1925). Contrajo matrimonio en 1946 con Jean-Louis Sébastien Hubert, Marqués de Ganay (n. 1922–2013); Con descendencia:
  - Charlotte de Ganay (n. 1946). Contrajo matrimonio con Charles de Marly.
  - Jacques de Ganay (1956-1993). Contrajo matrimonio con Jacqueline Lomont.
    - Jean de Ganay (1993-1993)
- Sabine Marie de Noailles (n. 1931—2010). Contrajo matrimonio en 1953 con Nicolás Wyrubov (n. 1915–2009)

## Árbol genealógico
|  |                                                  |  |  |  |  |  |  |  |  |  |  |  |  |  |  |  |
|  | 8. Carlos Felipe de Noailles, Duque de Mouchy    |  |  |  |  |  |  |  |  |  |  |  |  |  |  |  |
|  |                                                  |  |  |  |  |  |  |  |  |  |  |  |  |  |  |  |
|  |                                                  |  |  |  |  |  |  |  |  |  |  |  |  |  |  |  |
|  | 4. Antonio de Noailles, Duque de Mouchy          |  |  |  |  |  |  |  |  |  |  |  |  |  |  |  |
|  |                                                  |  |  |  |  |  |  |  |  |  |  |  |  |  |  |  |
|  |                                                  |  |  |  |  |  |  |  |  |  |  |  |  |  |  |  |
|  | 9. Vizcondesa Ana María de Noailles              |  |  |  |  |  |  |  |  |  |  |  |  |  |  |  |
|  |                                                  |  |  |  |  |  |  |  |  |  |  |  |  |  |  |  |
|  |                                                  |  |  |  |  |  |  |  |  |  |  |  |  |  |  |  |
|  | 2. Francisco de Noailles, Príncipe de Poix       |  |  |  |  |  |  |  |  |  |  |  |  |  |  |  |
|  |                                                  |  |  |  |  |  |  |  |  |  |  |  |  |  |  |  |
|  |                                                  |  |  |  |  |  |  |  |  |  |  |  |  |  |  |  |
|  | 10. Luciano Carlos Murat, Príncipe de Pontecorvo |  |  |  |  |  |  |  |  |  |  |  |  |  |  |  |
|  |                                                  |  |  |  |  |  |  |  |  |  |  |  |  |  |  |  |
|  |                                                  |  |  |  |  |  |  |  |  |  |  |  |  |  |  |  |
|  | 5. Princesa Ana Murat                            |  |  |  |  |  |  |  |  |  |  |  |  |  |  |  |
|  |                                                  |  |  |  |  |  |  |  |  |  |  |  |  |  |  |  |
|  |                                                  |  |  |  |  |  |  |  |  |  |  |  |  |  |  |  |
|  | 11. Carolina Fraser                              |  |  |  |  |  |  |  |  |  |  |  |  |  |  |  |
|  |                                                  |  |  |  |  |  |  |  |  |  |  |  |  |  |  |  |
|  |                                                  |  |  |  |  |  |  |  |  |  |  |  |  |  |  |  |
|  | 1. Enrique de Noailles, Duque de Mouchy          |  |  |  |  |  |  |  |  |  |  |  |  |  |  |  |
|  |                                                  |  |  |  |  |  |  |  |  |  |  |  |  |  |  |  |
|  |                                                  |  |  |  |  |  |  |  |  |  |  |  |  |  |  |  |
|  | 12. Vizconde Ernesto Dubois de Courval           |  |  |  |  |  |  |  |  |  |  |  |  |  |  |  |
|  |                                                  |  |  |  |  |  |  |  |  |  |  |  |  |  |  |  |
|  |                                                  |  |  |  |  |  |  |  |  |  |  |  |  |  |  |  |
|  | 6. Barón Arturo Dubois de Courval                |  |  |  |  |  |  |  |  |  |  |  |  |  |  |  |
|  |                                                  |  |  |  |  |  |  |  |  |  |  |  |  |  |  |  |
|  |                                                  |  |  |  |  |  |  |  |  |  |  |  |  |  |  |  |
|  | 13. Isabel Moreau                                |  |  |  |  |  |  |  |  |  |  |  |  |  |  |  |
|  |                                                  |  |  |  |  |  |  |  |  |  |  |  |  |  |  |  |
|  |                                                  |  |  |  |  |  |  |  |  |  |  |  |  |  |  |  |
|  | 3. Magdalena Dubois de Courval                   |  |  |  |  |  |  |  |  |  |  |  |  |  |  |  |
|  |                                                  |  |  |  |  |  |  |  |  |  |  |  |  |  |  |  |
|  |                                                  |  |  |  |  |  |  |  |  |  |  |  |  |  |  |  |
|  | 14. Ricardo Ray                                  |  |  |  |  |  |  |  |  |  |  |  |  |  |  |  |
|  |                                                  |  |  |  |  |  |  |  |  |  |  |  |  |  |  |  |
|  |                                                  |  |  |  |  |  |  |  |  |  |  |  |  |  |  |  |
|  | 7. María Ray                                     |  |  |  |  |  |  |  |  |  |  |  |  |  |  |  |
|  |                                                  |  |  |  |  |  |  |  |  |  |  |  |  |  |  |  |
|  |                                                  |  |  |  |  |  |  |  |  |  |  |  |  |  |  |  |
|  | 15. María Rebeca Boggs                           |  |  |  |  |  |  |  |  |  |  |  |  |  |  |  |
|  |                                                  |  |  |  |  |  |  |  |  |  |  |  |  |  |  |  |
|  |                                                  |  |  |  |  |  |  |  |  |  |  |  |  |  |  |  |